# Big Boy Restaurants
Big Boy Restaurant Group, LLC è una catena di ristoranti americana con sede a Warren, Michigan, nella zona metropolitana di Detroit. Big Boy Restaurants di Frisch è una catena di ristoranti con sede a Cincinnati, Ohio. Il nome Big Boy, l'estetica del design e il menu erano stati precedentemente concessi in licenza a numerosi franchisee regionali.

## Storia
Big Boy è stato creato come Bob's Pantry nel 1936 da Bob Wian a Glendale, in California. I ristoranti divennero noti come "Bob's", "Bob's Drive-Ins", "Bob's, Home of the Big Boy Hamburger", e ( comunemente come) "Bob's Big Boy". È diventata una catena locale con quel nome e a livello nazionale con il nome Big Boy, in franchising da Robert C. Wian Enterprises. Marriott Corporation ha acquistato Big Boy nel 1967. Uno dei più grandi operatori in franchising, Elias Brothers, ha acquistato la catena da Marriott nel 1987, ha spostato la sede della società a Warren, Michigan, e l'ha gestita fino alla dichiarazione di fallimento nel 2000. Durante la procedura fallimentare, la catena è stata venduta all'investitore Robert Liggett, Jr., che ha assunto la carica di presidente, ha ribattezzato la società Big Boy Restaurants International e ha mantenuto la sede a Warren. Nel 2018, Big Boy è stata venduta a un gruppo di investitori del Michigan e ribattezzata Big Boy Restaurant Group, con David Crawford come presidente, amministratore delegato e comproprietario della nuova società. La società è l'operatore o il franchisor per 69 ristoranti Big Boy nel Stati Uniti e due in Thailandia.

## Simboli
La catena è meglio conosciuta per il suo caratteristico ragazzo paffuto con un'acconciatura pompadour, che indossa una tuta a scacchi rossa e bianca con in mano un panino Big Boy.
Le prime versioni delle statue del Big Boy della costa occidentale erano gigantesche, misurando fino a 16 piedi (4,877 metri) di altezza.